# Estación Iyoizushi

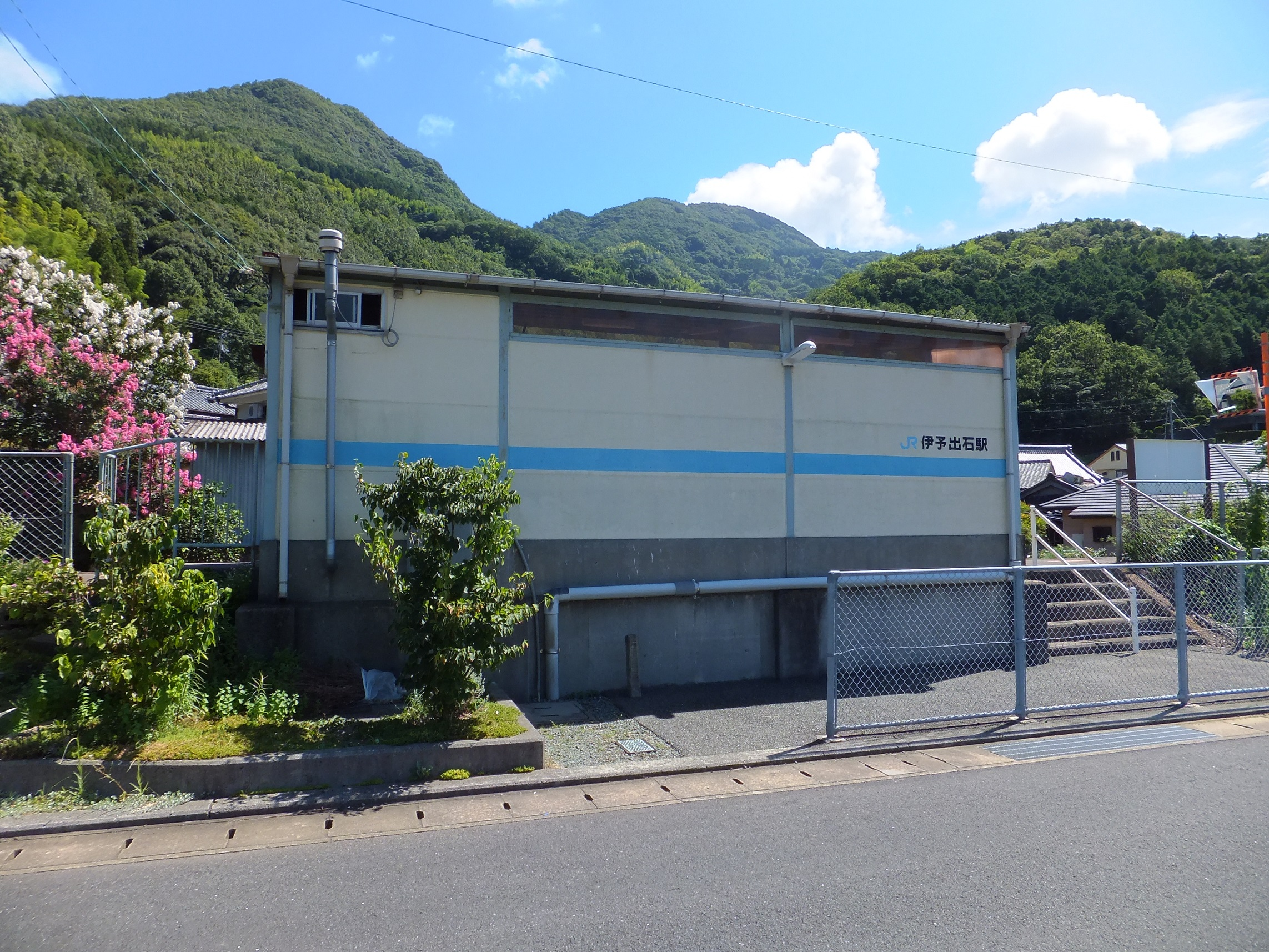
Vista a pie de calle del edificio de la estación de Iyoizushi

La estación Iyoizushi (伊予出石駅 Iyo'izushi-eki?) es una estación de la línea Yosan de la Japan Railways que se encuentra en la ciudad de Ōzu de la prefectura de Ehime. El código de estación es el "S13".

## Estación de pasajeros
Cuenta con una plataforma, la cual posee un único andén (andén 1). Es una estación sin personal y sin máquinas expendedoras de boletos.

### Andén
| 1 | ● Línea Yosan | Hacia Nagahama, Iyo, Matsuyama, Hōjoō, Imabari, Nyūgawa y Saijō (solo servicios comunes) |
| 1 | ● Línea Yosan | Hacia Ōzu, Yawatahama y Uwajima (solo servicios comunes)                                 |

## Alrededores de la estación
- Río Hiji
  - Puente Yamato (大和橋 Yamato-bashi?)
- Monte Izushi (出石山 Izushi-san?)

## Historia
- 1918: el 14 de febrero es inaugurada con el nombre de estación Joromatsu (上老松駅 Joromatsu-eki?) por Ferrocarril Ehime (愛媛鉄道 Ehime-tetsudō?), en simultáneo con el tramo entre la estación Ōzu (大洲駅 Ōzu-eki?) que en la actualidad se denomina estación IyoOozu y la estación Nagahama (長浜駅 Nagahama-eki?) que en la actualidad se denomina estación Iyonagahama.
- 1933: el 1° de octubre el Ferrocarril Ehime es estatizado con el nombre de línea Ehime.
- 1935: el 6 de octubre el ancho de vía la línea Ehime (que desde la época del Ferrocarril Ehime era de 762 mm) pasa a ser de 1.067 mm. Además se completa la extensión desde la estación Shimonada hasta la estación Iyonagahama por lo que las líneas Yosan y Ehime quedan vinculadas entre sí. Por este motivo el recorrido desde la estación Takamatsu hasta la estación Oozu pasa a denominarse línea Principal Yosan (予讃本線 Yosan-honsen?).
- 1950: el 1° de abril toma la denominación actual.
- 1986: el 3 de marzo se inaugura el nuevo ramal entre las estaciones Mukaibara y Uchiko, en consecuencia los servicios rápidos dejan de circular por la estación.
- 1987: el 1° de abril pasa a ser una estación de la división Ferrocarriles de Pasajeros de Shikoku de la Japan Railways.
- 1988: en junio la línea Principal Yosan vuelve a ser simplemente línea Yosan.

## Estación anterior y posterior
- Línea Yosan 
  - Estación Iyonagahama (S12)  <<  Estación Iyoizushi (S13)  >>  Estación Iyoshirataki (S14)